# Дуров, Михаил Фёдорович
Михаи́л Фёдорович Ду́ров (7 ноября 1928, Луговое, Уральская область — 21 марта 2015, Тюмень) — доктор медицинских наук (1979), профессор Тюменской государственной медицинской академии, заслуженный рационализатор Российской Федерации.

## Биография
Михаил Фёдорович Дуров родился 7 ноября 1928 года в селе Луговом Луговского сельсовета Усть-Уйского района Челябинского округа Уральской области РСФСР, ныне село входит в Целинный муниципальный округ Курганской области.
Окончил Челябинский медицинский институт. После окончания института работал хирургом, затем был главным врачом Ново-Уфалейской участковой больницы Челябинской области. В этой больнице Михаил Фёдорович открыл рентгеновский кабинет, хирургический блок, делал операции.
В 1964 году в Новокузнецком государственном институте усовершенствования врачей Дуров окончил аспирантуру на кафедре травматологии и ортопедии и защитил кандидатскую диссертацию. В городе Новокузнецке работал внештатным главным нейротравматологом, проводил консультации и оперировал больных. Был организатором научного общества травматологов и ортопедов Кузбасса, с научными докладами выступал на заседаниях. Учение об остеохондрозе позвоночника, которое он впервые в СССР разрабатывал с небольшой группой ученых, работая в Новокузнецком ГИДУВе, вошло в программу учебного и лечебного процессов Тюменского государственного мединститута.
В сентябре 1967 года в Тюменском медицинском институте М. Ф. Дуров открыл и возглавил курс травматологии, ортопедии и военно-полевой хирургии, был создан студенческий научный кружок, ежегодно в кружке занимались 15-30 студентов. Впоследствии этот курс был преобразован в кафедру. В 1978 году возглавил курс детской хирургии.
В 1979 году Михаил Фёдорович защитил докторскую диссертацию «Межпозвонковая стабилизация в лечении тяжелых повреждений нижнейшего и грудопоясничного отделов позвоночника».
В 1980—1999 годах Михаил Фёдорович был заведующим кафедрой травматологии, ортопедии и военно-полевой хирургии, затем работал профессором до своего 80-летнего юбилея. В Тюменском медицинском институте (в 1995 году институт преобразован в Тюменскую государственную медицинскую академию) Дуров проработал 40 лет и в внёс значительный вклад в становление и совершенствование учебного, научного и лечебного процесса. Он разработал диагностику и различные способы оперативного лечения заболеваний и травм позвоночника. Дуров создал школу тюменских вертебрологов, разработал более 50 рационализаторских предложений. Он первым начал использовать никелид титана для стабилизации позвоночника.
В 1983 году в Тюмени проходил XVII Всесоюзный пленум правления научного общества травматологов-ортопедов СССР и VIII пленум научного совета по травматологии и ортопедии Академии медицинских наук СССР. Работу кафедры и его руководителя, Дурова Михаила Фёдоровича пленум высоко оценил и рекомендовал издать методическую литературу по разработкам кафедры, подготовить техническую документацию для серийного выпуска хирургического инструментария, разработанного М. Ф. Дуровым.
Михаил Фёдорович Дуров, почётный член ассоциации травматологов-ортопедов Российской Федерации, был бессменным председателем областного научного общества травматологов и ортопедов, членом областного курортного совета, был консультантом курортов «Ахманка» и «Тараскуль», больниц города Тюмени, областной санитарной авиации.
Ученики профессора М. Ф. Дурова — доктора и кандидаты медицинских наук, заведующие отделениями учреждений здравоохранения.
Михаил Фёдорович Дуров скончался 21 марта 2015 года <где?>. Похоронен <где?>.

## Награды и звания
- Доктор медицинских наук,
- Профессор,
- Заслуженный рационализатор Российской Федерации,
- Медаль «За победу над Германией в Великой Отечественной войне 1941—1945 гг.»,
- Значок «Отличнику здравоохранения» (СССР),
- Бронзовая медаль ВДНХ СССР,